# НАУФОР
Национальная ассоциация участников фондового рынка (НАУФОР) — крупнейшая российская саморегулируемая организация на финансовом рынке.
«Национальная ассоциация участников фондового рынка» основана в 1996 году (ведёт историю с 1994 года от ПАУФОР).
В 2017—2018 годах поглотила «Национальную лигу управляющих» (НЛУ).
Головной офис НАУФОР находится в Москве, действуют 3 филиала: Северо-Западный (в г. Санкт-Петербурге), Казанский (в г. Казани), Уральский (в г. Екатеринбурге).

## История
15 мая 1994 года была организована Профессиональная ассоциация участников фондового рынка (ПАУФОР), в сентябре того же года были приняты основные правила Ассоциации, была начата программа внебиржевой торговли между 15 компаниями — участниками организации. Летом следующего 1995 года эта программа была заменена новой Российской торговой системой (РТС).
В конце 1995 года на учредительном съезде Ассоциации объявили об учреждении саморегулируемой финансовой организации — Национальной ассоциации участников фондового рынка (НАУФОР). Регистрация организации состоялась 21 июня 1996 года.
С 1996 года НАУФОР издает ежемесячный журнал «Вестник НАУФОР».
После формирования двухуровневой системы регулирования в России в 1997 году Ассоциация получила право на работу как саморегулирующаяся организация (СРО) компаний, занимающихся различной деятельностью в сфере рынка ценных бумаг. Таким образом стала первым в РФ саморегулирующимся объединением брокеров и дилеров.
27 марта 2018 года в Единый государственный реестр юридических лиц (ЕГРЮЛ) внесена запись о прекращении Ассоциации НЛУ, таким образом завершена процедура присоединения Национальной лиги управляющих к Национальной ассоциации участников фондового рынка (НАУФОР).

## Деятельность
НАУФОР является саморегулируемой организацией на финансовом рынке (включена в Единый реестр Банка России как СРО) в отношении следующих видов деятельности:
- брокерская,
- дилерская,
- управление ценными бумагами,
- депозитарная,
- деятельность управляющей компании,
- инвестиционное консультирование,
- деятельность специализированных депозитариев,
- деятельность регистраторов.

Членами организации являются компании с лицензиями Банка России по перечисленным видам деятельности (в отношении инвестиционных советников =- включенные в реестр Банка России), в том числе кредитные организации.
По данным видам деятельности, за исключением инвестиционного консультирования, с 2023 года НАУФОР является единственной в России саморегулируемая организацией.
НАУФОР разрабатывает базовые и внутренние стандарты деятельности на рынке ценных бумаг и осуществляет контроль за своими членами на предмет их соблюдения, что входит в ее законодательно установленные функции как саморегулируемой организации на финансовом рынке (Федеральный Закон "О саморегулируемых организациях в сфере финансового рынка" от 13.07.2015 N 223-ФЗ)
НАУФОР также активно занимается лоббистской деятельностью, прилагая усилия к развитию российского рынка ценных бумаг как источника финансирования экономики, разнообразию его продуктов, обеспечению условий для ведения бизнеса его участниками и защитой интересов их клиентов. Работа НАУФОР строится в тесном взаимодействии с Банком России, Государственной Думой РФ, а также другими регуляторами в области рынка ценных бумаг. Среди значимых проектов, к реализации которых НАУФОР приложила усилия - появление индивидуальных инвестиционных счетов, удаленная идентификация клиентов брокеров и др.
НАУФОР реализует в своей деятельности подход регулирования на основе принципов (PRB).

## Руководство
Президент НАУФОР — Алексей Викторович Тимофеев.
Председатель совета директоров — Александр Стальевич Волошин (с июня 2025 года).